# Luisa Amatucci
Luisa Amatucci (Napoli, 13 novembre 1971) è un'attrice italiana.

## Biografia
Nel 1979 debutta in teatro nella commedia Amore e magia nella cucina di mamma, scritta e diretta da Lina Wertmüller che la dirigerà anche all'esordio cinematografico nel film Io speriamo che me la cavo (1992). Nel 1983 recita sotto la direzione di Eduardo De Filippo in Bene mio e core mio.
Nel 1992 oltre ad esordire nel cinema, appare per la prima volta in televisione nella miniserie TV Assunta Spina con la regia di Sandro Bolchi.
Nel 1996 è tra gli interpreti principali del film Ninfa plebea, sempre per la regia di Lina Wertmüller. Nello stesso anno è protagonista insieme alla zia Isa Danieli della commedia di Annibale Ruccello Ferdinando, che lascia per entrare nel cast della soap opera di Rai 3 Un posto al sole, in cui interpreta, sin dalla prima puntata nel 1996, il ruolo di Silvia Graziani. Oltre a lavorare nella soap, nel corso degli anni continua a recitare in teatro.

## Vita privata
Sua zia è l'attrice Isa Danieli, la quale all'anagrafe si chiama lei stessa Luisa Amatucci.
Suo fratello è Stefano Amatucci, regista di teatro e televisione, il quale dalla seconda metà degli anni duemiladieci la dirige nella soap Un posto al sole.
Sposata con Gianni Netti, la coppia ha avuto due figli, Lorenzo e Giuliana, nati nel 2000 e nel 2004. È rimasta vedova nel febbraio 2024.

## Filmografia

### Cinema
- Io speriamo che me la cavo, regia di Lina Wertmüller (1992)
- Signorina Giulia, regia di Roberto Marafante (1993)
- Ninfa plebea, regia di Lina Wertmüller (1996)
- Caina, regia di Stefano Amatucci (2017)

### Televisione
- Assunta Spina, regia di Sandro Bolchi – film TV (1992)
- Un posto al sole, registi vari – soap opera (1996-in corso)

## Teatro
- Amore e magia nella cucina di mamma, testo e regia di Lina Wertmüller, Spoleto, Teatro Nuovo, 28 giugno 1979.
- Miseria e nobiltà di Eduardo Scarpetta, regia di Mario Scarpetta, Napoli, Teatro Cilea (1980)
- Miseria e nobiltà di Eduardo Scarpetta, regia di Giovanni Lombardo Radice, Benevento, 8 settembre 1989.
- Felice sposo di Eduardo Scarpetta, regia di Mario Scarpetta, Salerno, 16 agosto 1990.
- Bene mio e core mio, testo e regia di Eduardo De Filippo (1983)
- Medea di Porta Medina, testo e regia di Armando Pugliese, gennaio 1991.
- 'O tuono 'e marzo di Vincenzo Scarpetta, regia di Mario Scarpetta, 1992
- Na santarella di Eduardo Scarpetta, regia di Luigi De Filippo, 2 marzo 1993.
- L'esibizionista, testo e regia di Lina Wertmüller, Pistoia, Teatro Manzoni, 2 marzo 1994.
- Il contratto di Eduardo De Filippo, regia di Armando Pugliese, agosto 1994.
- Ferdinando, testo e regia di Annibale Ruccello, Firenze, Teatro di Rifredi, 20 gennaio 1996.
- Né in cielo né in terra di Duccio Camerini, regia di Stefano Amatucci (1996)
- Stella, testo e regia di Pierpaolo Palladino (1997)
- Van Gogh di Luciano Nattino, regia di Stefano Amatucci (2002)
- Caina di Davide Morganti, regia di Stefano Amatucci, Benevento, 15 settembre 2012.